# Rio Open 2020
Rio Open presented by Claro 2020 byl profesionální tenisový turnaj mužského okruhu ATP Tour, hraný v areálu Jockey Clubu Brasileiro na otevřených antukových dvorcích. Konal se mezi 18. až 24. únorem 2020 v brazilském Riu de Janeiru jako sedmý ročník turnaje.
Rio Open se stal prvním antukovým turnajem na túře ATP, kde mohli hráči využít systém jestřábího oka pro elektronickou kontrolu dopadu míčů. Technologii dodala společnost Foxtenn. Turnaj se řadil do kategorie ATP Tour 500 s celkovou dotací
1 915 485 amerických dolarů. Nejvýše nasazeným v singlové soutěži se opět stal čtvrtý tenista světa Dominic Thiem z Rakouska, kterého v úvodním kole vyřadil Brazilec Felipe Meligeni Alves hrající na divokou kartu. Jako poslední přímý účastník do dvouhry nastoupil 93. hráč žebříčku, Ital Salvatore Caruso.
Čtvrtý titul na okruhu ATP Tour vybojoval Chilan Cristian Garín, kterého bodový zisk posunul na nové kariérní maximum, 18. místo žebříčku. Čtyřhru ovládla španělsko-argentinská dvojice Marcel Granollers a Horacio Zeballos, jejíž členové získali třetí společnou trofej.

## Rozdělení bodů a finančních odměn

### Rozdělení bodů
| Soutěž       | vítězové | finalisté | semifinalisté | čtvrtfinalisté | 16 v kole | 32 v kole | Q  | Q2 | Q1 |
| ------------ | -------- | --------- | ------------- | -------------- | --------- | --------- | -- | -- | -- |
| dvouhra mužů | 500      | 300       | 180           | 90             | 45        | 0         | 20 | 10 | 0  |
| čtyřhra mužů | 500      | 300       | 180           | 90             | —         | —         | —  | —  | —  |

### Finanční odměny
| Soutěž                              | vítězové  | finalisté | semifinalisté | čtvrtfinalisté | 16 v kole | 32 v kole | Q2      | Q1      |
| ----------------------------------- | --------- | --------- | ------------- | -------------- | --------- | --------- | ------- | ------- |
| dvouhra muž                         | 355 530 $ | 178 455 $ | 90 600 $      | 48 050 $       | 24 540 $  | 13 555 $  | 6 175 $ | 3 430 $ |
| čtyřhra mužů                        | 114 200 $ | 55 900 $  | 28 040 $      | 14 390 $       | 7 430 $   | —         | —       | —       |
| částka ve čtyřhře je uvedena na pár |           |           |               |                |           |           |         |         |

## Dvouhra mužů

### Nasazení
| Stát                          | Hráč                 | ATP | Nasazení |
| ----------------------------- | -------------------- | --- | -------- |
| Rakousko                      | Dominic Thiem        | 4.  | 1.       |
| Srbsko                        | Dušan Lajović        | 23. | 2.       |
| Chile                         | Cristian Garín       | 26. | 3.       |
| Argentina                     | Guido Pella          | 27. | 4.       |
| Chorvatsko                    | Borna Ćorić          | 31. | 5.       |
| Srbsko                        | Laslo Djere          | 35. | 6.       |
| Španělsko                     | Albert Ramos-Viñolas | 42. | 7.       |
| Norsko                        | Casper Ruud          | 45. | 8.       |
| Španělsko                     | Fernando Verdasco    | 47. | 9.       |
| Žebříček ATP k 10. únoru 2020 |                      |     |          |

### Jiné formy účasti
Následující hráči obdrželi divokou kartu do hlavní soutěže:
- Carlos Alcaraz[7]
- Felipe Meligeni Alves[8]
- Thiago Seyboth Wild[9]

Následující hráč měl do hlavní soutěže obdržet zvláštní výjimku:
- Pedro Sousa

Následující hráči postoupili z kvalifikace:
- Federico Coria
- João Domingues
- Gianluca Mager
- Pedro Martínez

Následující hráči postoupili z kvalifikace jako tzv. šťastní poražení:
- Attila Balázs
- Federico Gaio

### Odhlášení
před zahájením turnaje
- Matteo Berrettini → nahradil jej  Leonardo Mayer[10]
- Laslo Djere → nahradil jej  Attila Balázs
- Alexandr Dolgopolov → nahradil jej  Thiago Monteiro[11][12]
- Nicolás Jarry (suspenzace) → nahradil jej  Jaume Munar[13]
- Diego Schwartzman → nahradil jej  Andrej Martin
- Pedro Sousa → nahradil jej  Federico Gaio

## Mužská čtyřhra

### Nasazení
| Stát                                                                                   | Hráč                 | Stát      | Hráč             | ATP | Nasazení |
| -------------------------------------------------------------------------------------- | -------------------- | --------- | ---------------- | --- | -------- |
| Kolumbie                                                                               | Juan Sebastián Cabal | Kolumbie  | Robert Farah     | 3.  | 1.       |
| Polsko                                                                                 | Łukasz Kubot         | Brazílie  | Marcelo Melo     | 17. | 2.       |
| Španělsko                                                                              | Marcel Granollers    | Argentina | Horacio Zeballos | 25. | 3.       |
| Chorvatsko                                                                             | Mate Pavić           | Brazílie  | Bruno Soares     | 38. | 4.       |
| Žebříček ATP k 10. únoru 2020; číslo je součtem žebříčkového postavení obou členů páru |                      |           |                  |     |          |

### Jiné formy účasti
Následující páry obdržely divokou kartu do hlavní soutěže:
- Orlando Luz /  Rafael Matos[14]
- Felipe Meligeni Alves /  Thiago Monteiro[14]

Následující pár postoupil z kvalifikace:
- Salvatore Caruso /  Federico Gaio

Následující pár postoupil z kvalifikace jako tzv. šťastný poražený:
- Attila Balázs /  Fernando Romboli

### Odhlášení
před zahájením turnaje
- Fernando Verdasco

## Přehled finále

### Mužská dvouhra
- Cristian Garín vs.  Gianluca Mager, 7–6(7–3), 7–5

### Mužská čtyřhra
- Marcel Granollers /  Horacio Zeballos vs.  Salvatore Caruso /  Federico Gaio, 6–4, 5–7, [10–7]